# Congresso
Il termine congresso è usato per indicare:
- il parlamento di certi Stati;
- l'assemblea alla quale spetta il massimo potere decisionale nei partiti, sindacati e altre associazioni.

Il termine "Congresso" è inoltre presente nella denominazione di alcuni partiti, soprattutto in stati ex colonie britanniche, come sinonimo di partito (si pensi al Congresso Nazionale Indiano).
Fuori dalla politica, il termine indica genericamente un insieme di persone riunite per scopi comuni e scambio d'opinioni.

## Organi parlamentari
Il termine congresso è usato frequentemente per indicare il parlamento negli stati in cui il potere legislativo e quello esecutivo non sono legati da vincolo di fiducia, avendo adottato la forma di governo presidenziale. Di solito in questi sistemi politici le funzioni di capo dello stato e capo del governo sono riunite in un solo organo, il presidente della repubblica, eletto dal popolo, il quale nomina i componenti del gabinetto ministeriale, che non possono far parte del parlamento.
Tra gli organi legislativi denominati Congresso, si possono elencare:
- il Congresso degli Stati Uniti d'America;
- il Congreso de la Nación Argentina;
- il Congreso Nacional de Bolivia;
- il Congresso Nacional del Brasile;
- il Congreso Nacional del Cile;
- il Congreso de la Unión, in Messico;
- il Congreso de la República del Perú;
- il Congresso delle Filippine;
- il Congreso Nacional del Ecuador.

In Francia prende il nome di Congresso (Congrès) la seduta comune dei due rami del Parlamento tenuta, in alternativa al referendum popolare, per approvare definitivamente un progetto di revisione costituzionale d'iniziativa governativa. Il progetto deve essere prima approvato separatamente da Assemblea nazionale e Senato con le maggioranze richieste per le leggi ordinarie. In seguito, se il progetto di riforma è stato proposto dall'esecutivo, il Presidente della Repubblica decide se sottoporlo al corpo elettorale o al Congrès, che deve approvarlo con la maggioranza qualificata dei tre quinti dei voti espressi. Se la proposta di revisione è d'iniziativa parlamentare è invece obbligatorio ricorrere al referendum.
In Spagna il Congreso de los Diputados è la camera bassa delle Cortes Generales, il parlamento spagnolo. Il Congreso elegge il Presidente del Gobierno, ossia il primo ministro.

## Organi di partiti e altre organizzazioni
Nei partiti, nei sindacati e in altre associazioni il congresso (denominato anche convenzione o conferenza) è il massimo organo decisionale. È un'assemblea che si può riunire con frequenza annuale o pluriennale (ad esempio, ogni cinque anni), costituita dagli iscritti o da loro delegati, che possono essere anche alcune migliaia, eletti in occasione di ciascuna sessione. Accanto al congresso nazionale (o generale) possono esserci congressi limitati ad un'articolazione territoriale (regionali, provinciali ecc.)
Il congresso nazionale ha il potere di modificare lo statuto; definisce la linea politica e il programma dell'organizzazione; elegge l'assemblea (denominata comitato centrale, consiglio nazionale o in altri modi) che funge da massima istanza decisionale dell'organizzazione tra una sessione congressuale e l'altra; frequentemente elegge il leader dell'organizzazione e, nei partiti, il candidato ufficiale alla presidenza della repubblica (nei sistemi presidenziali) o a primo ministro (nei sistemi parlamentari bipartitici, ove il leader del partito vincitore delle elezioni diviene automaticamente primo ministro).